# Estadio Cotroceni
El Estadio Cotroceni (en rumano: Stadionul Cotroceni) es un estadio de usos múltiples ubicado en la ciudad de Bucarest, Rumania. El estadio posee una capacidad para 14 542 personas.
El estadio fue construido en 1995, siendo el primer estadio creado después de la Revolución rumana de 1989. 
Fue el estado del Progresul Bucureşti. Además de la sede de la final de la Copa de Rumania en 2004 y 2005.
El partido internacional de rugby entre Francia y Rumania se jugó aquí el 17 de junio de 2006, durante la gira de 2006 del equipo de rugby de Francia.